# Кудрявцев, Сергей Михайлович
Серге́й Миха́йлович Кудря́вцев (1915 — 1998) — советский дипломат. Чрезвычайный и полномочный посол.

## Биография
Член ВКП(б). На дипломатической работе с 1941 года.
- В 1941—1942 годах — сотрудник Посольства СССР в Турции.
- В 1942—1944 годах — сотрудник Посольства СССР в Канаде.
- В 1944—1945 годах — сотрудник Посольства СССР в Великобритании.
- В 1945—1947 годах — помощник, затем заместитель политического советника Советской военной администрации в Германии.
- В 1947—1950 годах — сотрудник центрального аппарата МИД СССР.
- В 1950—1951 годах — заместитель заведующего III Европейским отделом МИД СССР.
- В 1952—1953 годах — политический представитель СССР в Австрии.
- В 1953—1955 годах — заместитель Верховного комиссара СССР в Австрии.
- В 1955 году — советник-посланник Посольства СССР в Австрии.
- В 1955—1957 годах — советник-посланник Посольства СССР в ФРГ.
- В 1957—1958 годах — заведующий III Европейским отделом МИД СССР.
- В 1959—1960 годах — советник-посланник Посольства СССР во Франции.
- С 8 июля 1960 по 12 июня 1962 года — чрезвычайный и полномочный посол СССР на Кубе[2].
- В 1962—1965 годах — на ответственной работе в центральном аппарате МИД СССР.
- В 1965—1967 годах — советник-посланник Посольства СССР в ФРГ.
- С 14 ноября 1967 по 15 июля 1971 года — чрезвычайный и полномочный посол СССР в Камбодже[3].
- С 28 июня 1971 по 5 сентября 1972 года — постоянный представитель СССР при Организации Объединённых Наций по вопросам образования, науки и культуры (ЮНЕСКО)[4].
- С 1972 года — на ответственной работе в центральном аппарате МИД СССР.

## Награды
- Орден Трудового Красного Знамени (5 ноября 1945; 31 декабря 1966; 22 октября 1971)
- Орден «Знак Почёта» (3 ноября 1944)